# Art Agnos
Arthur (Art) Christ Agnos (1 de setembro de 1938) é um político norte-americano. Foi prefeito de São Francisco, Califórnia, de 1988 a 1992 e chefe regional do Departamento Americano de Desenvolvimento Residencial e Urbano de 1993 a 2001.